# Advenella incenata
Advenella incenata es una especie de bacteria gramnegativa del género Advenella. Fue descrita en el año 2005, es la especie tipo. Su etimología hace referencia a que no ha cenado, por su poca actividad bioquímica. Es aerobia y de movilidad variable según la cepa. Tiene un tamaño de 1-2 μm de largo, con forma bacilar o cocoide. Crece de forma individual, en parejas o cadenas cortas. Forma colonias planas o ligeramente convexas, con márgenes enteros y de color marrón claro. Catalasa y oxidasa positivas. Tiene un contenido de G+C de 53,6-57,7%. Se ha aislado de muestras clínicas humanas como esputos y sangre, y también de animales como caballos, originalmente en Suecia. Aun así, no se conoce su papel patógeno. 